# Minet
Minet ist der altägyptische Name einer Stadt in Wadjit, dem 10. oberägyptischen Gau. Der Ort konnte bisher nicht mit Sicherheit innerhalb des Gaues lokalisiert werden, doch mag es sich um einen Stadtteil oder Vorort von Tjebu (Qau el-Kebir) gehandelt haben, da sich in der Nähe der Stadt eine Statue fand, die Minet nennt. Als Gottheiten von Minet erscheinen in ägyptischen Texten Sobek, Neferit und Anubis.